# عصفور الأرز سميك المنقار
عصفور الأرز سميك المنقار (الاسم العلمي: Oryzoborus funereus)، هو نوع من الطيور يتبع جنس عصفور الأرز ضمن فصيلة التناجر ضمن رتبة العصفوريات.